# Власко Семен Сидорович
Семе́н Си́дорович Власко́ (1904 — 25 січня 1967) — кобзар.

## Біографія
Семен Сидорович Власко народився 1904 року. Місце його народження зазначають по-різному. Так, Віктор Мішалов пише, що Власко родом із села Макіївка Ніжинського повіту Чернігівської губернії, нині Варвинського району Чернігівської області. Біографічний довідник «Мистецтво України» (Київ, 1997) місце народження Власка вказує так: село Кудрівка, нині Чернігівської області, за іншими даними — Сосниця, тепер селище міського типу.
Грати на бандурі навчився в Павла Кулика, разом з яким тривалий час мандрував і виступав. Грав також на гармоніку й бубон. Жив у селищі Ясенівка Чернігівської області, виступав на ярмарках і базарях, брав участь в етнографічних вечорах і концертах.
1925 року Дмитро Ревуцький записав од нього його власну пісню — «Було колись в Україні».
Із першою дружиною мав трьох дорослих синів. Удруге одружився із Параскою Шульгою і осів у селі Блистова, де дружина мала власну хату. А до того часу він як кобзар вів напівмандрівний спосіб життя. Кобзарював у північно-східних районах Чернігівщини (Менський, Сосницький, Новгород-Сіверський, Корюківський).
У репертуарі Власка було понад 250 пісень, серед яких «Дума про втечу трьох братів з Азова», пісні про Саву Чалого, про Байду, Морозенка. Серед учнів Євдокія Леміш та Левко Ступак. Євдокія Леміш, зокрем, розповіла :
| «В той час не чутно було, щоб жінки чи дівчата грали на бандурах. І тому, коли я попросила Семена Сидоровича Власка, щоб він навчив мене грати на кобзі, він дуже здивувався. Але коли побачив, що я справді хочу навчитися грати і зрозумів, що я дуже люблю народні пісні — погодився. У нього я і навчилася виконувати деякі перші мелодії». |
Наприкінці Другої світової війни Власка запросили як бандуриста та бубниста до одного з армійських ансамблів пісні й танцю, з яким пройшов до Берліна. Після війни Семен Сидорович перебивався випадковими заробітками: грав на запрошення по селах — на весіллях, храмових святах тощо. Семен Власко мав затверджений репертуар із печаткою Новгород-Сіверського райкому партії, це були в основному родинно-побутові та ліричні пісні.
З Німеччини привіз трофейний струнний музичний інструмент — цитру, яка довго лежала в Власка без ужитку, доки він її не продав сліпому кобзарю Левкові Ступаку, в якого перед тим украли бандуру. Переробивши цитру на подобу бандури, Ступак став кобзарювати з нею.
Дружина Олександра Довженка Юлія Солнцева запросила Власка на зйомки кінофільму про Довженкове дитинство — «Зачарована Десна». Він мав зіграти кобзаря Павла Кулика. Оскільки Власко не відповідав ролі своєю статурою (був малого зросту та худий), Кулика грав бандурист Володимир Перепелюк. Семен Сидорович у фільмі зіграв бубниста. Ренат Польовий відзначив після зустрічі із Власком: «Мушу сказати, що бубнист він рідкісний. Бубон у його руках прямо літає, гупаючи, дзвенячи і гудячи».
З огляду на скрутне матеріальне становище Власка, пенсійний вік і хвороби, Ренат Польовий звернувся до Новгород-Сіверської районної ради з клопотанням про призначення Власку пенсії. Звідти відповіли, що, оскільки Власко не має трудового стажу (все життя виступав у різних установах за плату згідно з домовленістю) і не втратив джерел засобів до існування (має трьох дорослих синів), то підстав для призначення йому пенсії немає. Проте правлінню колгоспу було дано вказівку надавати необхідну допомогу сім'ї Власка в разі звернення.
25 січня 1967 року Семен Сидорович Власко раптово помер від запалення очеревини внаслідок прориву виразки шлунку. Це сталося в сусідньому селі, куди Власка запросили грати на храмовому святі. Поховано в селі Блистова Новгород-Сіверського району Чернігівської області.
Ренат Польовий так охарактеризував гру Власка на бандурі:
| «Бандуру мав хроматичну — славетного майстра Олександра Корнієвського. Грав Власко чудово. Особливо вражав чернігівський спосіб гри на басах, коли разом щипають два баси через октаву. Особливо хвацько й віртуозно у нього виходили танцювальні мелодії. Це він пояснював тим, що сучасні сільські слухачі більше замовляють музику веселу, жартівливі пісні та танці». |